# Vyjádření (právo)
Vyjádření je jednostranný individuální správní akt učiněný správním orgánem, který ho vydává jako své odborné stanovisko v otázkách své působnosti v písemné podobě. V porovnání s rozhodnutím vydávaným ve správním řízení, vykazuje vyjádření nižší intenzitu právního účinku, protože nezakládá, nemění ani neruší práva nebo povinnosti jmenovitě určené osoby nebo se jím neprohlašuje, že taková osoba práva nebo povinnosti má anebo nemá.
Proces vydávání vyjádření je upraven zákonem č. 500/2004 Sb., správní řád (SŘ), a to především jeho čtvrtou částí (§ 154-157), ve které je vyjádření zmiňováno společně s dalšími pojmově blízkými správními úkony jako je osvědčení, sdělení a ověření. Všechny tyto jmenované úkony neprobíhají ve správním řízení, a tedy nevyúsťují ve správní rozhodnutí, proto se také hovorově označují jako nonrozhodnutí.
Vyjádření jsou často vydávána pro potřeby dalších správních orgánů jako tzv. podklady pro vydání rozhodnutí. Dále mohou být také využita dotčenými osobami při uplatňování svých práv a usnadnit důkazní situace. Zákonná úprava těchto správních úkonů zakládá jistou míru právní jistoty. Zvláštní právní předpisy pak mohou stanovit závaznost vyjádření tak, že nejsou závazná, nebo naopak jsou závazná.

## Vydání vyjádření (§ 154 a § 155 SŘ)
Vyjádření může vydat kterýkoli věcně příslušný správní orgán, je-li o takové vyjádření požádán a nevylučuje-li to povaha, zejména není-li třeba zkoumat skutkový stav nebo čerpat z určité evidence. Jelikož zákon neomezuje podání této žádosti na místní správní orgán, je tedy možné se obrátit na kterýkoli věcně příslušný správní orgán.
Pokud příslušný správní orgán nemůže žádosti vyhovět, je povinen na požádání písemně uvědomit dotčenou osobu a sdělit jí důvody, proč tak nemohl učinit.
Procedurálně se postupuje při vydávání vyjádření podle ustanovení čtvrté části SŘ (§ 154-157), dále podle části první, obdobně podle vybraných ustanovení části druhé a třetí (viz přehled dotčených ustanovení níže). Je možné přiměřeně užít i další ustanovení SŘ, pokud jsou potřebná, což v podstatě umožňuje použít celý správní řád, nikoli však „beze zbytku“, ale jen v míře odpovídající potřebě jejich užití.
Ustanovení druhé a třetí části SŘ, která se obdobně použijí i pro postup podle čtvrté části SŘ, upravují:
- příslušnost správních orgánů (§ 10 až 13),

- vyloučení z projednávání a rozhodování věci (§ 14),

- vedení řízení a jednací jazyk (§ 15 a 16),

- doručování (§ 19 až 25),

- úřední desku (§ 26),

- procesní způsobilost, úkony právnické osoby a zastupování (§ 29 až 31, § 33 až 35),
- podání (§ 37),
- počítání času (§ 40),
- pořádkovou pokutu a vykázání z místa konání úkonu (§ 62 a 63),
- řízení před kolegiálním orgánem (§ 134),
- podávání vysvětlení (§ 137),
- řízení o určení právního vztahu (§ 142 odst. 1 a 2).

## Opravy a přezkum vyjádření (§ 156 SŘ)
Pro případ opravy eventuální nesprávnosti ve vyhotovení vyjádření lze učinit nápravu procesní formou usnesení, pokud však nezpůsobí některé z dotčených osob újmu. Toto usnesení vydá tentýž správní orgán, který učinil vyjádření. Proti tomuto usnesení, které se zaznamenává pouze do spisu, se nelze odvolat.
V případě zjištění rozporu s právními předpisy správní orgán zruší vyjádření vydáním usnesení, a to s účinky ex tunc, tedy ode dne, kdy bylo zrušované vyjádření učiněno, nestanoví-li zákon jiný postup. Takové usnesení lze vydat po dobu, po kterou trvají účinky vyjádření. Usnesení o zrušení vyjádření vydává tentýž správní orgán, který vyjádření učinil. Proti tomuto usnesení se lze odvolat a lze na tento postup přiměřeně uplatnit ustanovení o přezkumném řízení v druhé části SŘ. Zákon také ukládá správnímu orgánu povinnost písemně uvědomit o tomto usnesení dotčenou osobu.

## Konverze v jiný správní úkon (§ 157 SŘ)
Konverze je zvláštní způsob nápravy úkonu v případě, že je úkon vadný ve své zamýšlené podobě – vyjádření, ale nebyl by vadný jako jiný úkon. Pokud splňuje náležitosti tohoto jiného úkonu, může správní orgán vydat usnesení, že je vyjádření tímto jiným úkonem, za předpokladu, že nebude způsobena újma žádné z dotyčných osob a současně, že je správní orgán příslušný oba úkony vydat nebo uskutečnit.